# عباس منتجم شیرازی
عباس منتجم شیرازی (زادهٔ ۱۳۱۴ در شیراز – درگذشتهٔ ۲۲ مرداد ۱۴۰۱ در اصفهان) خواننده و بازیگر اهل ایران بود. او در دههٔ ۱۳۴۰ با خواندن ترانه‌های محلی به شهرت رسید و به بازیگری در سینما نیز پرداخت. وی برای نخستین بار، ترانهٔ فولکلور واسونک شیرازی را در یک فیلم سینمایی اجرا کرد.

## زندگی‌نامه
عباس منتجم شیرازی در سال ۱۳۱۴ در شیراز زاده شد و از کودکی موسیقی محلی را فرا گرفت. عباس منتجم شیرازی در سال ۱۳۴۱ با خوانندگی و بازیگری در فیلم عروس دهکده وارد سینما شد و در ۱۰ فیلم به بازیگری پرداخت. او در ۲۳ فیلم به عنوان خواننده، ۱ فیلم به عنوان نوازنده و آهنگساز و ۱ فیلم به عنوان تهیه‌کننده حضور داشت. وی همچنین به همراه شکر شیرازی در چند قسمت از برنامه تلویزیونی به نام «شهر من شیراز» ساخته ایرج بردبار ظاهر شد. عباس منتجم شیرازی نخستین کسی است که برای شهر شیراز ترانه خواند و ترانهٔ فولکلور واسونک شیرازی را برای نخستین بار در یک فیلم سینمایی اجرا کرد و به گوش مخاطبان رساند.
او پس از انقلاب ۱۳۵۷ در محلهٔ سعدیهٔ شیراز، در یک داروخانه مشغول به کار شد. وی در زمان جنگ ایران و عراق در عملیات والفجر ۸ حضور داشت و از ناحیهٔ سر مورد اصابت ترکش خمپاره قرار گرفت و دچار آسیب دیدگی جدی شد. او بعدها به اصفهان رفت و به همراه پسرش تا پایان زندگی در آن شهر ماند. عباس منتجم از دههٔ ۱۳۷۰، در برخی مناسبت‌ها به عنوان خوانندهٔ محلی، به شبکهٔ تلویزیونی فارس دعوت شد و به اجرای برنامه پرداخت.
او در سال ۱۳۸۰ در یک ویژه برنامهٔ تلویزیونی در شبکه فارس مورد تقدیر قرار گرفت. وی همچنین در سال ۱۳۹۲ به همراه نگهدار جمالی، مهمان برنامهٔ تلویزیونی «ویتامین ث» با اجرای علی ضیا بود. در سال ۱۳۹۵ در جشنوارهٔ موسیقی فجر فارس، از وی تجلیل به عمل آمد. کتاب از گشایش تا نوا به کوشش فرشته اسدپناه از زندگی‌نامه عباس منتجم شیرازی گردآوری شده‌ است.
عباس منتجم شیرازی، ۲۲ مرداد ۱۴۰۱ در اصفهان درگذشت.

## فیلمشناخت

### بازیگر

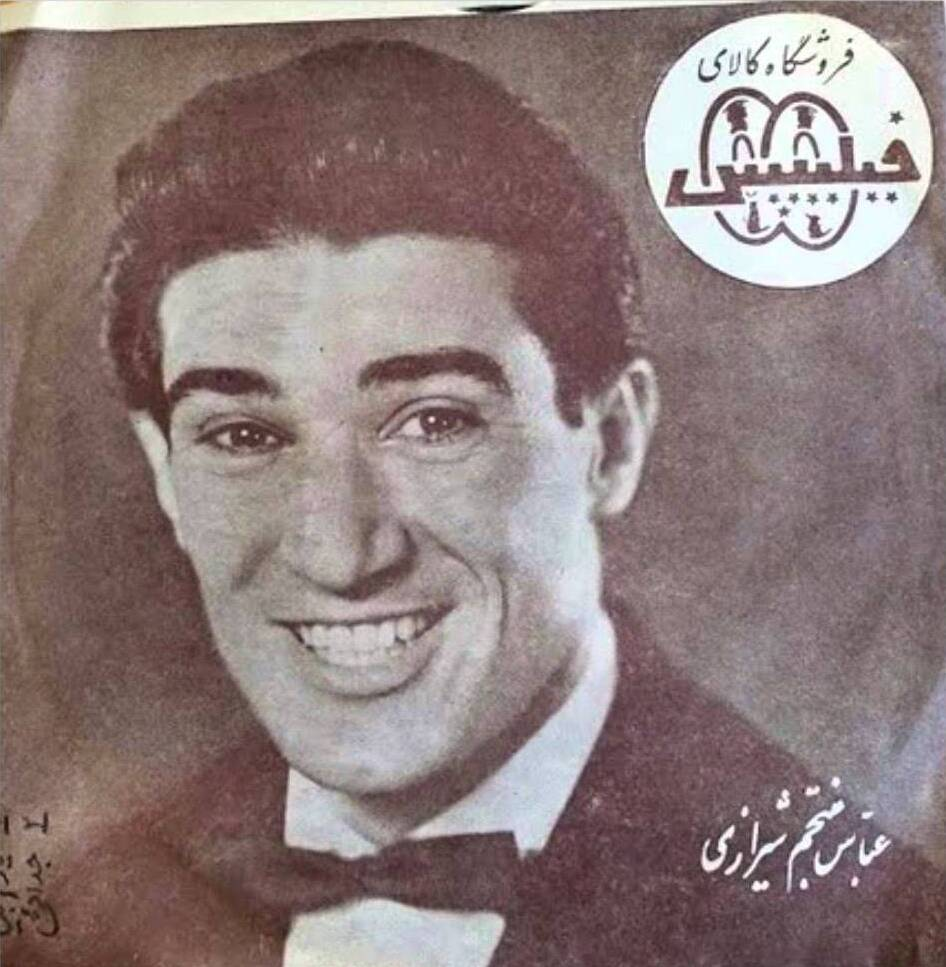

- ۱ - سفرنامه شیراز (۱۳۷۱)
- ۲ - احمد چوپان (۱۳۵۱)
- ۳ - قمار زندگی (۱۳۵۱)
- ۴ - کلاه نمدی (۱۳۴۵)
- ۵ - فریاد دهکده (۱۳۴۴)
- ۶ - دهکده طلایی (۱۳۴۳)
- ۷ - ستاره صحرا (۱۳۴۳)
- ۸ - شکوفه‌های امید (۱۳۴۳)
- ۹ - اشک‌ها و خنده‌ها (۱۳۴۲)
- ۱۰ - عروس دهکده (۱۳۴۱)

### تهیه‌کننده
- ۱ - گنج و رنج (۱۳۴۶)

### نوازنده
- ۱ - زشت و زیبا (۱۳۴۴)

### خواننده
- ۱ - احمد چوپان (۱۳۵۱)
- ۲ - قمار زندگی (۱۳۵۱)
- ۳ - فردای باشکوه (۱۳۴۶)
- ۴ - کلاه نمدی (۱۳۴۵)
- ۵ - کلید بهشت (۱۳۴۵)
- ۶ - مأمور دو جانبه (۱۳۴۵)
- ۷ - صیادان نمک‌زار (۱۳۴۴)
- ۸ - فریاد دهکده (۱۳۴۴)
- ۹ - مزد خونین (۱۳۴۴)
- ۱۰ - ترانه‌های روستائی (۱۳۴۳)
- ۱۱ - جهنم زیر پای من (۱۳۴۳)
- ۱۲ - دهکده طلایی (۱۳۴۳)
- ۱۳ - ستاره صحرا (۱۳۴۳)
- ۱۴ - شکوفه‌های امید (۱۳۴۳)
- ۱۵ - قانون زندگی (۱۳۴۳)
- ۱۶ - مسیر رودخانه (۱۳۴۳)
- ۱۷ - آراس خان (۱۳۴۲)
- ۱۸ - اشک‌ها و خنده‌ها (۱۳۴۲)
- ۱۹ - پرستوها به لانه بازمی‌گردن (۱۳۴۲)
- ۲۰ - دختر کوهستان (۱۳۴۲)
- ۲۱ - طلاق (۱۳۴۲)
- ۲۲ - چادرنشین‌ها (۱۳۴۱)
- ۲۳ - عروس دهکده (۱۳۴۱)